# قلب رشته کوه‌های آند
قلب رشته کوه‌های آند (به انگلیسی: The Heart of the Andes) تابلوی نقاشی اثر فردریک ادوین چرچ است که در سال ۱۸۵۹ کشیده شد. ابعاد این اثر ۱۶۷٫۹ سانتی‌متر × ۳۰۲٫۹ سانتی‌متر بوده و هم‌اکنون تحت مالکیت موزه متروپولیتن نیویورک است.